# Isola di Awashima (Niigata)
Awashima (粟島?) è un'isola nel mar del Giappone al largo della costa occidentale della prefettura giapponese di Niigata.

## Geografia
L'isola è lunga circa 7 km e larga 2,5 km, con una superficie di 9,69 km² ed uno sviluppo costiero di 23 km. Suo punto più elevato è il Koshiba (小 柴山, -san), di 265,6 m.
L'isola appartiene al comune di Awashimaura, ma solamente due strette fasce costiere nelle regioni centro-orientali (villaggi di Hinomiyama e di Uchiura) e sud-occidentali (villaggi di Kamaya e di Ōhira) sono popolate. Il resto dell'isola è ricoperto da foreste di montagna.

## Storia
Sulla base del ritrovamento delle tipiche ceramiche del medio e tardo periodo Jōmon, gli archeologi ritengono che l'isola sia abitata da almeno 5000-4500 anni. Primo riferimento scritto a quest'isola si trova nel libro di medicina Daidō Ruijuhō dell'anno 808, seppur venga chiamata Aoshima (粟生島?). È pur vero che nell'antologia di poesie Man'yōshū, del 759, viene citata un'Awashima, ma è non è ben specificato di quale isola si tratti.
All'inizio del periodo Edo l'isola apparteneva al feudo del clan Murakami; in seguito, a partire dal 1642, venne amministrata come possedimento della corona (tenryō), e poi affidata in gestione ai clan Tatebayashi, Shōnai e infine, a partire dal 1753, Yonezawa.